# Netherlands Bach Collegium
Das Netherlands Bach Collegium, auch The Bach Orchestra of the Netherlands und später durch Integration eines professionellen gemischten Chores zu The Bach Choir and Orchestra of the Netherlands weiterentwickelt, ist ein in den Niederlanden ansässiges Ensemble, das auf Barockmusik und speziell auf die Musik von Johann Sebastian Bach spezialisiert ist.

## Geschichte
Das Ensemble wurde 1994 von dem niederländischen Dirigenten Pieter Jan Leusink als Netherlands Bach Collegium gegründet und wird bis heute von ihm geleitet. In den ersten Jahren musizierte das Ensemble mit dem Holland Boys Choir, einem von Leusink 1984 gegründeten Laien-Jungen-Chor. Insbesondere spielte Leusink mit dem Orchester und diesem Jungenchor 1999/2000 alle Bach-Kirchenkantaten ein. 1995 gründete Leusink den gemischten Erwachsenenchor The Bach Choir of the Netherlands. 2006 integrierte er Orchester und diesen professionellen Chor zum Ensemble The Bach Choir and Orchestra of the Netherlands.
Unter der Leitung von Pieter Jan Leusink spielte das Ensemble zahlreiche Tonträgeraufnahmen ein. Die langjährige Erfahrung der beteiligten Musiker in der Konzert- und Aufnahmepraxis im Bereich der Barockmusik, insbesondere in Hinsicht auf J. S. Bachs Kompositionen garantieren eine charakteristische Darbietung, die sich durch ein hohes Maß an Authentizität auszeichnet.
Die Einspielung aller Kirchenkantaten von Johann Sebastian Bach des Netherlands Bach Collegium zusammen mit dem Holland Boys Choir in 15 Monaten zwischen 1999 und 2000 unter der Leitung von Pieter Jan Leusink für das Label Brilliant Classics unter der Verwendung historischer Instrumente stellte eine neue Qualität in der Arbeit des Ensembles dar. „Das fast rein niederländische Ensemble schafft es, die Kantaten „voll eindringlicher Strahlkraft“ und „erhellender Momente“ […] umzusetzen.“ An anderen niederländischen Stellen hatte das Projekt heftigste Kritik wegen minderwertiger, hastiger Arbeit und kaum noch zu überbietendem Kommerzialismus im Bereich der Musik hervorgerufen. Andere Kritiker unterstellten Leusink eine systematische Überforderung des Jugendlaienchores. Die CD-Boxen dieser Einspielung wurden zunächst über eine Drogeriemarkt-Kette vertrieben. Die Veröffentlichung der ersten Boxen ließ die Kritik vor allen Dingen aus dem Ausland zunehmend günstiger werden.